# Neundorf bei Schleiz
Neundorf (bei Schleiz) là một đô thị trong huyện Saale-Orla, bang Thuringen của Đức. Đô thị này có diện tích 11,8 km2. Dân số cuối năm 2006 là 307 người.